# 美团单车
美团单车，原摩拜单车，是一个共享单车品牌，由北京摩拜科技有限公司开发。每辆摩拜单车的智能锁中集成了GPS和通讯模块，用户通过智能手机应用可随时随地定位、预约和使用附近的摩拜单车，骑行到达目的地后，无需停靠在固定的停车桩上，就近停放在路边合适的区域，关锁即实现电子付费结算，在2018年4月3日，摩拜单车被美团公司全资收购，並更名為美团单车。
摩拜单车投放中国内外各大城市后，在一定程度上缓解了交通、环境压力及出行“最后一公里”难题，也掀起了中国大陆共享单车企业井喷式发展的热潮。然而其无桩的运营模式也给社会带来了不少负面效应和争议，如大量挤占社会公共资源、影响城市形象、关于公民素质的讨论等，其公司的运作也陆续出现了诸多争议及负面消息，如管理缺失、吃回扣、押金难退等，在国外部分城市甚至遭到清退。

## 概览及特点

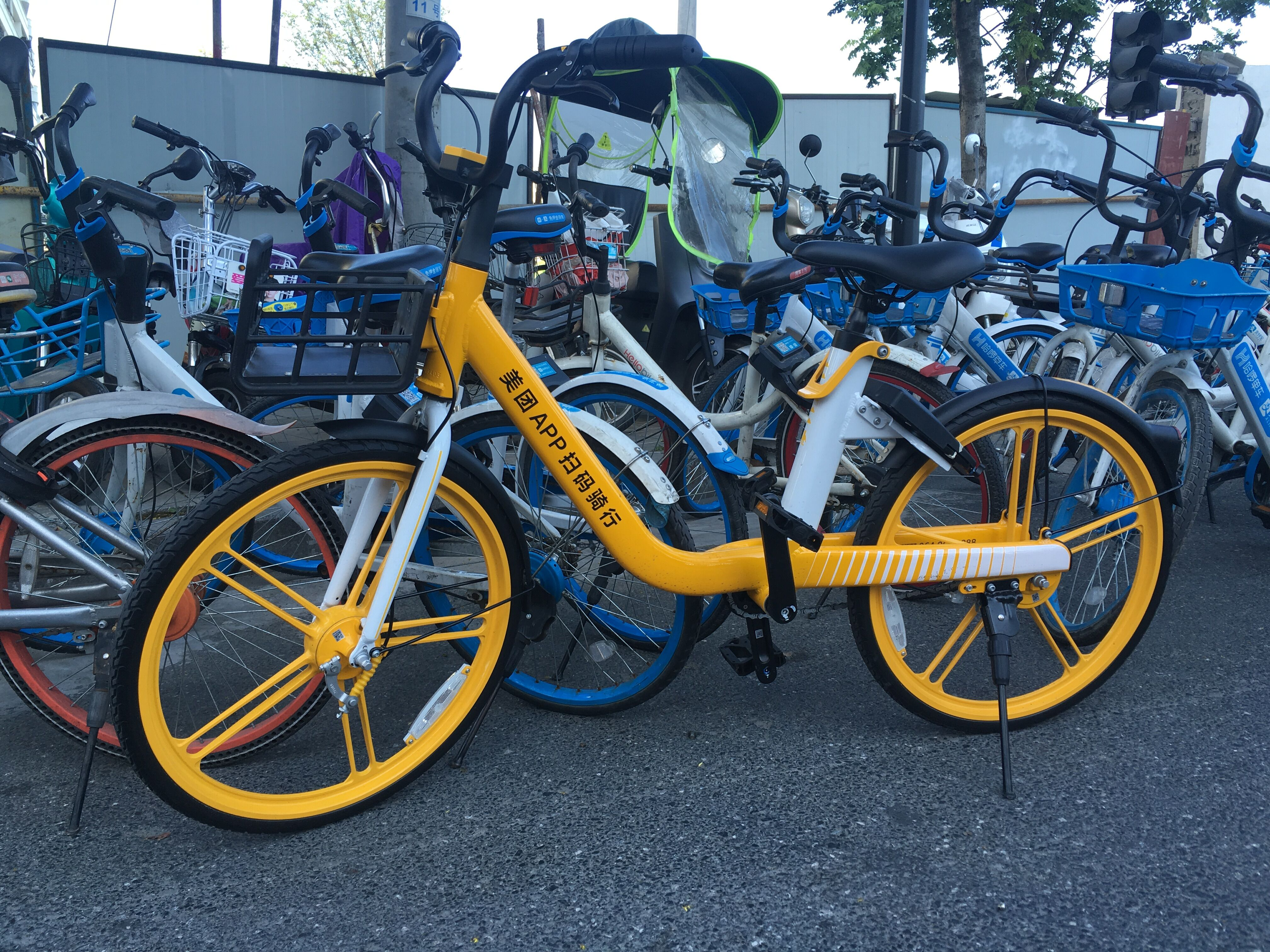
美团涂装的的摩拜New Lite,车身为黄色

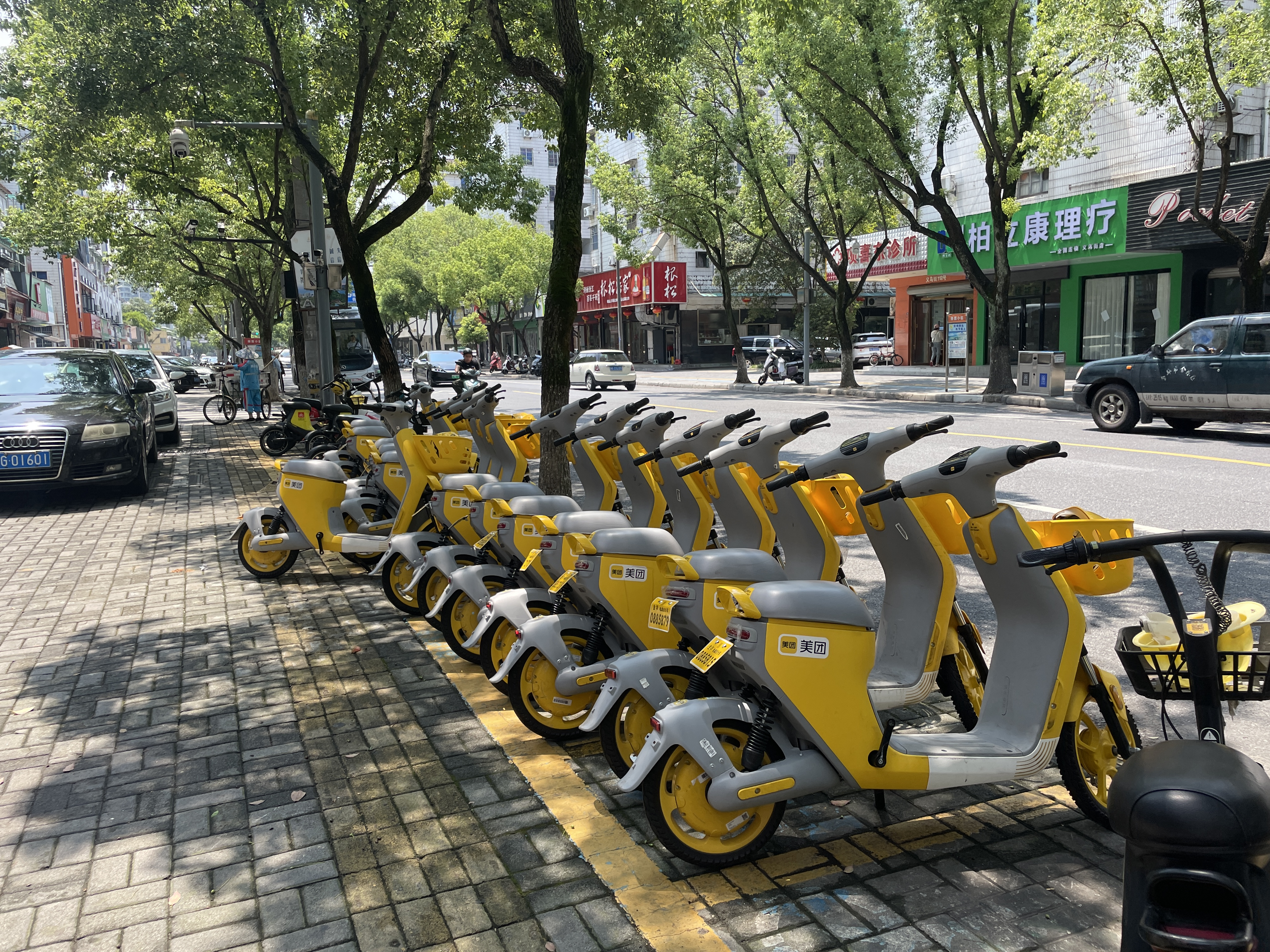
美团的共享电动车

摩拜单车是一种基于互联网和GPS定位技术的无桩式公共自行车服务。与一般的政府主导的城市公共自行车不同，摩拜单车并不用专门的IC卡激活骑行，也不必停放到专门的有锁停放桩处，只需要把车停在路边为普通非机动车辆提供的停放点位即可。运营方也不用专门设置储值卡体系或者复杂的固定停车点和服务点，只需要将自行车在路边铺开并用手机客户端激活即可。每一辆摩拜的自行车都于其智能锁内集成了物联网SIM芯片卡和GPS定位芯片，用户在使用时只需要根据手机移动客户端上显示的车辆位置，扫描车身上的二维码即可通过物联网解锁车辆。摩拜单车也采用了电子地理围栏技术，骑出划定的运营区域的单车将无法正常上锁还车。摩拜单车所采用的信用体系使用百分制，用户正常使用车辆将会增加其信用积分，但是车辆乱停乱放、不上锁或故意破坏若经举报，用户将会被扣除信用分。当“摩範分”（摩拜的信用分数体制）低于500时，用户骑行的费用将上升一倍，而低于300时更会上升至每半小时100元。

### 特点
与城市公共自行车产品和初期的竞争对手产品相比，摩拜通过对成熟技术的组合运用，以定位智能锁的形式一定程度上减少了车辆被恶意破坏或强行占用的风险。同时，它也让骑自行车出行本身变得更容易——用户不再需要考虑车辆的丢失、存放与保养问题，也不必担忧自用自行车与其他交通方式的不兼容。摩拜在单车设计上也采用高价高质策略，在初期生产的自行车采用轴传动而非链条传动、防爆实心胎等设计，力求“四年免维护”，但这也让初期车辆的单辆成本高达3000元人民币。后期的车辆虽然部分用回了链条传动，但更高的科技含量一直是摩拜的单车在诸多共享单车中的特色所在。

### 公司运营
摩拜单车在三年多的运营历史中收获了诸多融资。至2018年被美团收购前，摩拜已进行到了E轮投资，估值达到30亿美元。对摩拜的投资方包括创新工场、红杉资本、腾讯等等。然而，以摩拜为代表的诸多共享单车企业尚没有找到盈利途径，反而陷入了“烧钱”大战，通过对用户进行不合理的低价补贴来吸引用户。在被收购前夕，有消息称摩拜挪用用户押金达60亿元，供应商欠款10亿元，债务合计超过十亿美元。

### 使用
在使用时，用户可以通过摩拜的独立应用或者在聊天应用“微信”中的小程序寻找单车，扫描车身二维码或使用Apple Watch靠近智能锁后即可解锁车辆并骑行。使用完毕时，手动扣上智能锁锁扣，应用程序将自动停止计费并自动扣费。在2018年7月5日以前，摩拜采用的是押金299元人民币，骑行费用按时长计费的逻辑，同时也提供月卡/季卡/年卡供长期高频用户选择。在2018年7月5日，摩拜宣布在中国大陆全部运营城市施行无条件免押金政策，也使得摩拜成为首个无条件免押金骑行的共享单车品牌。

## 历史

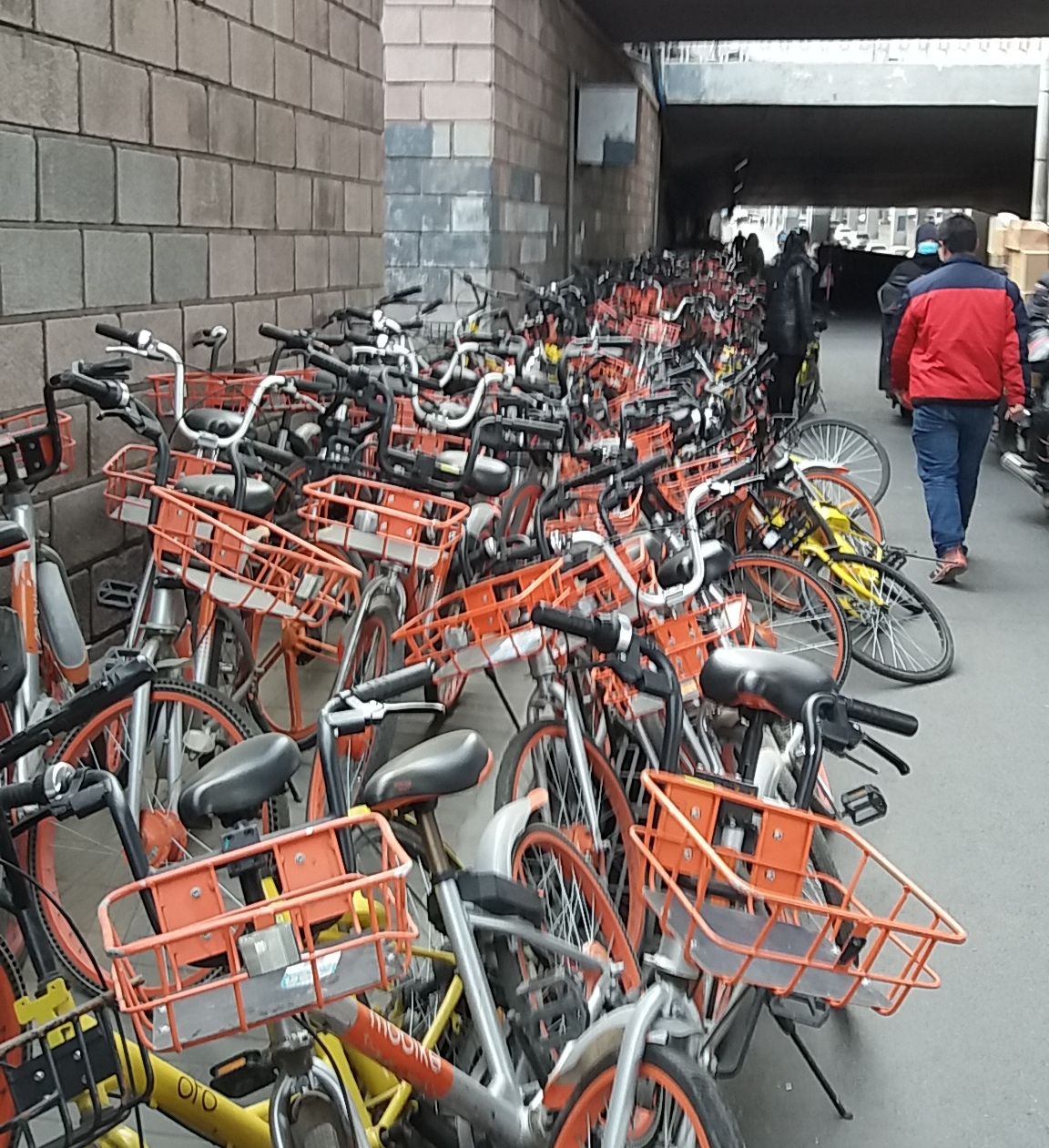
北京东四环中路百子湾桥附近的摩拜单车

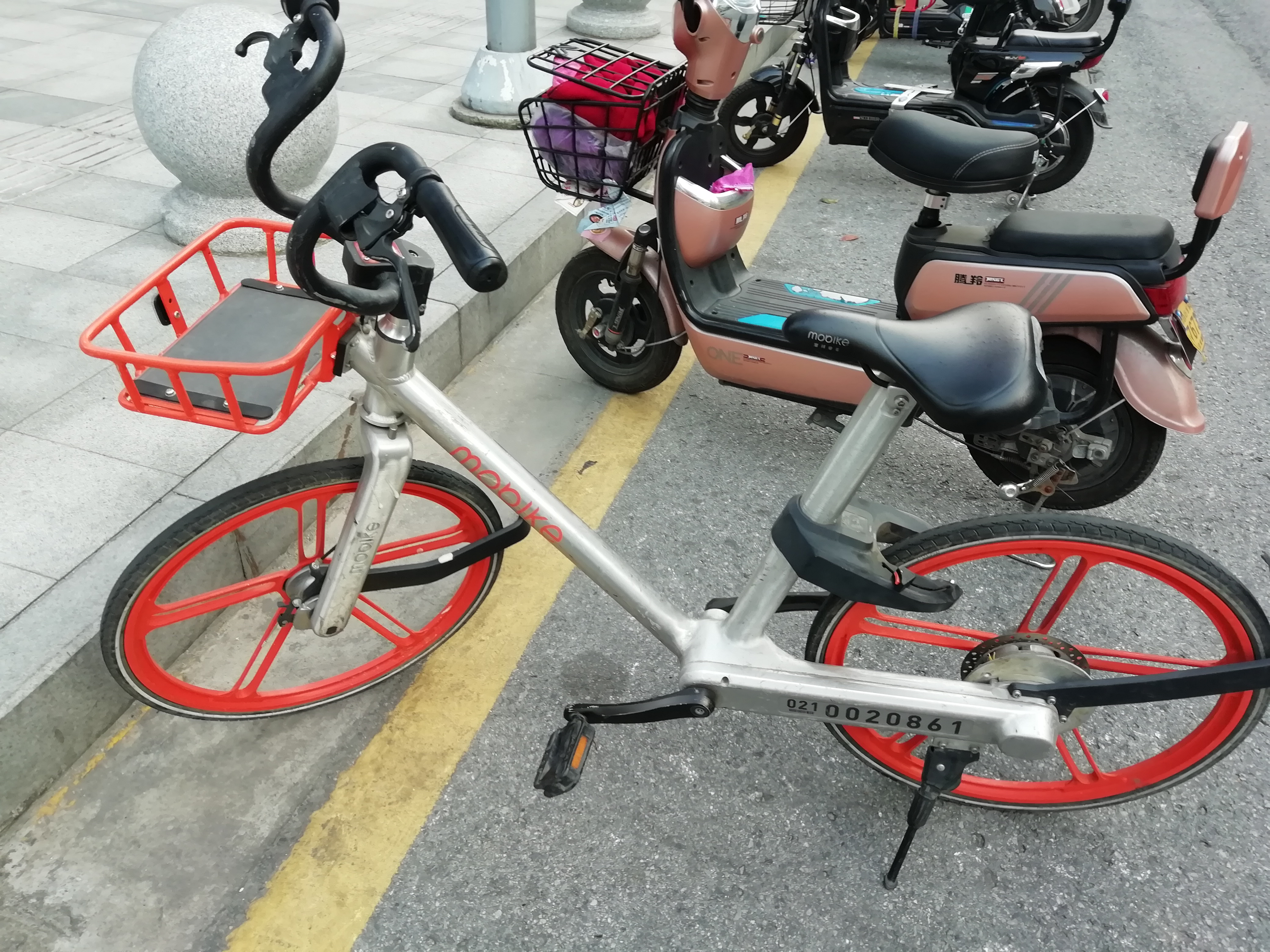
一辆停放于苏州市的摩拜单车（于上海市投放）

- 2015年1月27日，北京摩拜科技有限公司成立。
- 2015年10月，摩拜获得愉悦资本的A轮融资。[14]
- 2015年12月7日，摩拜单车开始在上海市小规模试运营。
- 2016年4月22日，摩拜单车正式在上海市上线运营。前一日，摩拜在无锡市的制造工厂也正式成立。[15]
- 2016年8月，摩拜获得熊猫资本、愉悦资本及创新工场的B轮投资，随后又得到了来自祥峰投资和创新工场的B+轮投资。[14]
- 2016年9月至12月，摩拜单车陆续在北京市、广州市、深圳市、成都市等8个中国大陆一二线城市上线运营。
- 2016年9月-10月，摩拜得到了来自华平投资、高瓴资本、腾讯、美团、红杉资本、启明创投、贝塔斯曼亚洲基金的C轮与C+轮投资。[14]
- 2016年10月17日，摩拜推出轻骑款单车。
- 2016年11月，摩拜推出摩拜单车经典版改良款。
- 2017年，摩拜在中国二三线城市大量上线运营。
- 2017年1月，摩拜得到了来自腾讯、华平投资、携程、华住、TPG等的D轮投资，并在随后得到了淡马锡、高瓴资本、富士康的D+轮投资。[14]
- 2017年3月，摩拜推出轻骑款单车第二代。
- 2017年3月21日，摩拜进入新加坡，这是摩拜单车进入的第一个中国大陆以外城市。
- 2017年4月，摩拜推出“风清扬”新一代经典款单车。
- 2017年6月，摩拜得到来自腾讯、交银国际、工银国际、Farallon Capital、TPG、红杉资本和高瓴资本的E轮投资。[14]
- 2017年6月13日，摩拜单车开始在英国曼彻斯特，及随后在伦敦投放。
- 2017年7月25日，摩拜单车进入意大利，先后在佛罗伦萨和米兰两座城市上线运营。
- 2017年9月，摩拜推出“NEW LITE”新一代轻骑款单车。
- 2017年，摩拜先后进入日本、泰国、马来西亚、美国、韩国、荷兰、澳大利亚和德国。
- 2018年，摩拜在墨西哥和法国上线运营。[16][17]
- 2018年4月3日，摩拜通过股东大会表决，接受美团的全资收购。[18]“再见摩拜”：摩拜被美团收购后，摩拜单车的品牌标识被逐渐改为美团

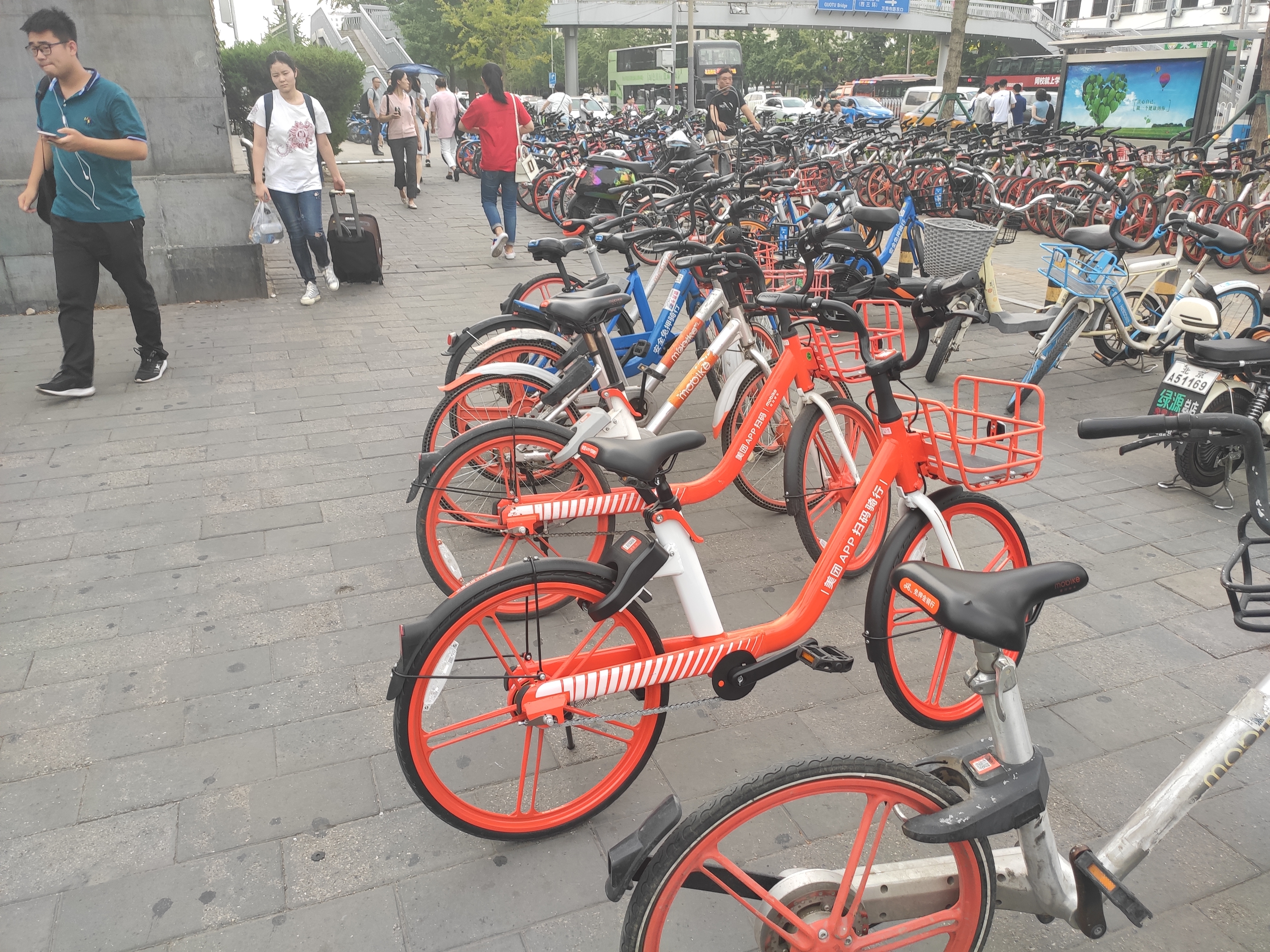
“再见摩拜”：摩拜被美团收购后，摩拜单车的品牌标识被逐渐改为美团

- 2018年7月5日，摩拜宣布在中国大陆实行无条件免押金，并发布了电助力单车。[13]
- 2018年9月5日，摩拜英国宣布停止摩拜在曼彻斯特的自行车服务，但在英国其他地区依旧提供服务。[19]
- 2018年11月27日，摩拜单车的运营主体北京摩拜科技有限公司发生股东变更，摩拜单车创始团队成员胡玮炜、李斌、王晓峰等退出，美团创始人王兴为最大股东，持有摩拜科技95%的股份，另外5%的股份由美团点评联合创始人穆荣均持有。
- 2018年12月23日，胡玮炜因个人原因辞去摩拜CEO职位，由公司总裁刘禹接任CEO一职[20]。
- 2019年1月23日，美团联合创始人、高级副总裁王慧文发布内部信，宣布摩拜已全面接入美团客户端，摩拜单车将改为美团LBS平台单车事业部，由他本人兼任事业部总经理。王慧文同时表示，未来摩拜单车将更名为美团单车，美团客户端将成为其国内唯一入口[21]。
- 2019年7月，摩拜单车启动新车置换旧车工作，置换后的新车统一为黄橙色（即美团新的标准色）。此次置换工作也符合上海“禁投令”下的“先换出再换入”的原则[22][23]。
- 2020年12月14日晚，摩拜App、摩拜微信小程序停止服务和运营[24]。

## 车种
目前摩拜单车有经典版（Mobike Classic）、风清扬（FQY）、轻骑版（Mobike Lite）、三文鱼（Mobike New Lite），以及电驱动的助力车（E-Bike）。经典版和风清扬以轴条传动，轻骑版和三文鱼以传统的链条传动，除此之外所有上线运营的摩拜单车均设有车铃、GPS定位系统以及智能锁功能。
| “经典版”车型列表     |          |                         |          |                             |              |                        |                                                                                                 | |               |
| 车型名称             | 车型图片 | 收费价格                | 车身重量 | 车筐                        | 传动方式     | 座垫调节               | 供电方式                                                                                        | 特征 | 发布时间      |
| 经典版一代           |          | 每半小时1元，不设封顶   | 25kg     | 无 （部分后期加装固定车篮） | 轴           | 不可调节               | 后轮发电花鼓                                                                                    | 铝合金银色V形车架， 橙色五辐条轮毂。 | 2016年4月     |
| 经典版改良           |          | 每半小时1元，不设封顶   | 25kg     | 有                          | 轴           | 气动缸调节             | 后轮发电花鼓                                                                                    | 铝合金银色V形车架， 橙色五辐条轮毂。 | 2016年11月    |
| 经典版第三代         |          | 每半小时1元，不设封顶   | 25kg     | 无 （部分后期加装随动车筐） | 轴           | 气动缸调节             | 后轮发电花鼓                                                                                    | 铝合金银色V形车架， 铝合金搁脚，橙色五辐条轮毂。 |               |
| 经典版“风清扬”       |          | 每半小时1元，不设封顶   | 15kg     | 有                          | 轴           | 气动缸调节             | 初期版本为前轮发电花鼓 后期版本分为： 车筐的太阳能电池板 和 前轮发电花鼓+车筐太阳能电池板双供电 | 钪合金银色V形车架，橙色五辐条轮毂， 铝合金搁脚，轴传动机构外壳为橙色。 部分版本为“厉害了我的国”特别版本涂装。                                                                      | 2017年4月     |
| “轻骑版”车型列表     |          |                         |          |                             |              |                        |                                                                                                 | |               |
| 轻骑版一代           |          | 每半小时0.5元，不设封顶 | 17kg     | 有                          | 链条         | 螺母调节（需扳手）     | 车筐的太阳能电池板                                                                              | 银色车身，橙色轮胎。 | 2016年10月    |
| 轻骑版第二代         |          | 每半小时1元，不设封顶   |          | 有                          | 链条         | 部分可调节，部分需扳手 | 车筐的太阳能电池板                                                                              | 橙色和银色V形车架。有多种细微差别， 如车筐随车把旋转与否、实心软胎和多孔胎等。 使用多孔胎的车筐随车把旋转版本轻骑版二代大部分需要扳手调节。 部分版本为“厉害了我的国”特别版本涂装。 | 2017年3月     |
| 轻骑版第二代改良     |          | 每半小时1元，不设封顶   |          | 有                          | 链条         | 可调节                 | 车筐的太阳能电池板                                                                              | 使用实心软胎和车筐不随车把旋转设计。 橙色和银色V形车架。加长挡泥板。 部分版本为“厉害了我的国”特别版本涂装。                                                                        |               |
| 轻骑版“NEW LITE”白色 |          | 每半小时1元，不设封顶   | 15.5kg   | 有                          | 链条         | 可调节                 | 车筐的太阳能电池板                                                                              | 橙色与白色相间的L形车架、橙色五辐条轮毂。 部分版本为圣诞雪球涂装。 | 2017年9月22日 |
| 轻骑版“NEW LITE”黑色 |          | 每半小时1元，不设封顶   | 15.5kg   | 有                          | 链条         | 可调节                 | 车筐的太阳能电池板                                                                              | 橙色与黑色相间的L形车架，橙色五辐条轮毂，带有变速系统。 |               |
| “助力车”车型列表     |          |                         |          |                             |              |                        |                                                                                                 | |               |
| 助力车               |          |                         | 25.5kg   | 有                          | 链条及电动机 | 可调                   | 蓄电池                                                                                          | 白色车身，橙色六辐条轮毂。 | 2018年7月5日  |

## 争议

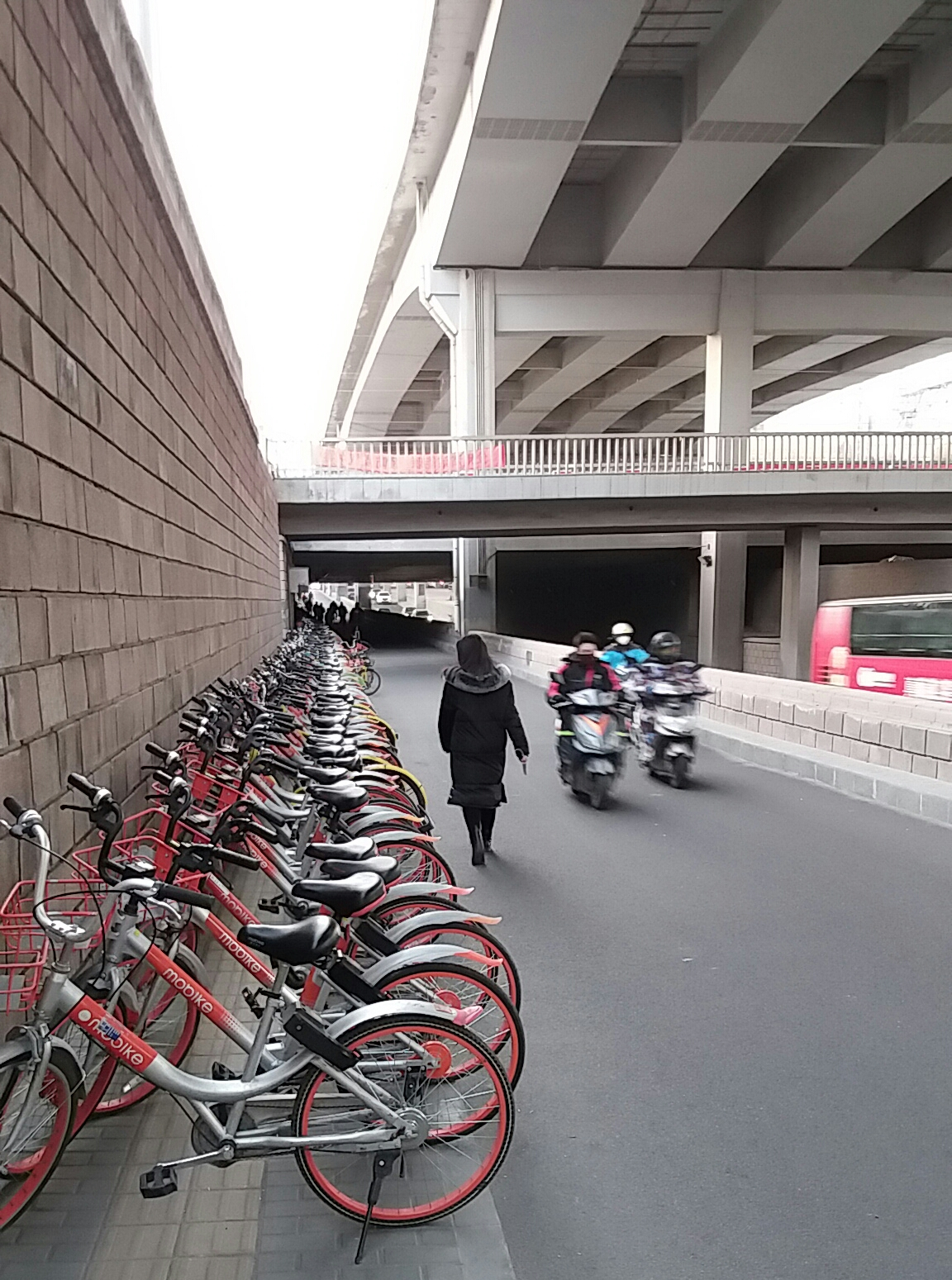
初期摩拜单车的投放存在侵占盲道的行为

### 经营问题

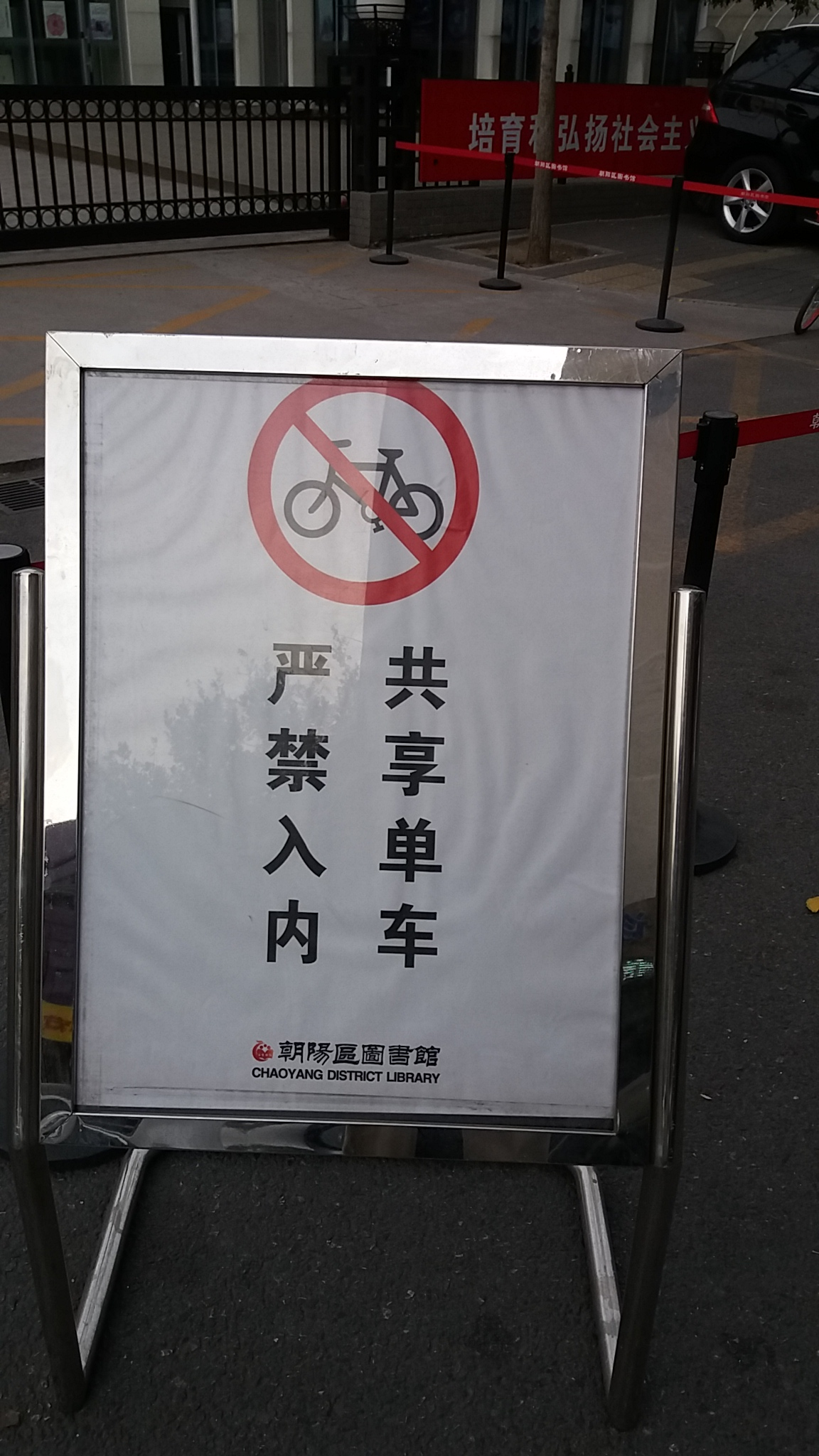
北京市朝阳区图书馆门前禁止共享单车入内的提示板

#### 押金一度为同行内最高
摩拜单车推出之初收取299元的押金费，是行业内收取押金最高的商家。
从2018年5月起，摩拜单车陆续在合肥、杭州等城市实行“无门槛免押金”服务，并在同年6月扩容至扬州、绍兴、龙岩等上百座城市，已支付押金的用户可以申请退款。然而免押金服务并未涵盖北京、上海、广州、深圳等一线城市，免押金范围多为二三线城市，6月25日再新增兰州、武汉、天津在内的19个城市。
2018年7月5日，摩拜宣布在全国范围内免除押金，原缴纳押金的用户可以申请退还全部押金，有业内人士透露，摩拜掌握的押金规模约为10亿元人民币，并认为此举标志着它与竞争对手ofo共享单车的竞争正在加剧。

#### 吃回扣潜规则
拥有大额订单采购权的摩拜负责人是自行车制造商争抢的对象。为拿大单，制造商一般提供2-3个点的回扣。这种中间吃回扣已经成为行业的“潜规则”。摩拜和ofo高管曾一度被卷入贪腐门事件，不过两家公司都对贪污指控予以否认。

#### 侵权与抄袭广告
2017年3月份，摩拜遭到中国手机门禁品牌“令令开门”的多项发明专利侵权诉讼和行政处理请求。与此同时，摩拜还公然抄袭国际知名时尚品牌爱马仕的广告，被指“丢人丢到国外”。

### 使用体验问题

#### 锁车后仍计费
摩拜单车计费系统有时会出现问题。用户即使将车锁好，系统仍然会继续计费。

#### 钱包预付充值后不设退款
一上海市民在使用摩拜单车时发现，相比299元押金可以退还，预付的充值车费不能退还，即便是不再使用摩拜单车，一旦充值，钱就不能退。
对此，摩拜单车的回复是，APP里的确没有退还余额的选项操作。同时在摩拜单车的手机应用程式的充值页面同样显示：“充值车费只可用于骑行，不能退还。”，用户可以选择1元起自定义充值。预充值余额会保留在用户账户名下，重新缴纳押金后，可以激活使用。

#### 笨重难骑华而不实
根据摩拜用户体验，早期摩拜单车重达25kg，笨重难骑。一些看似新颖的设计“华而不实”，挡泥板设计不合理导致弄脏衣物，出开锁难、刹车容易突然失灵。，但随着单车逐步更新换代，骑行体验有一定程度的好转

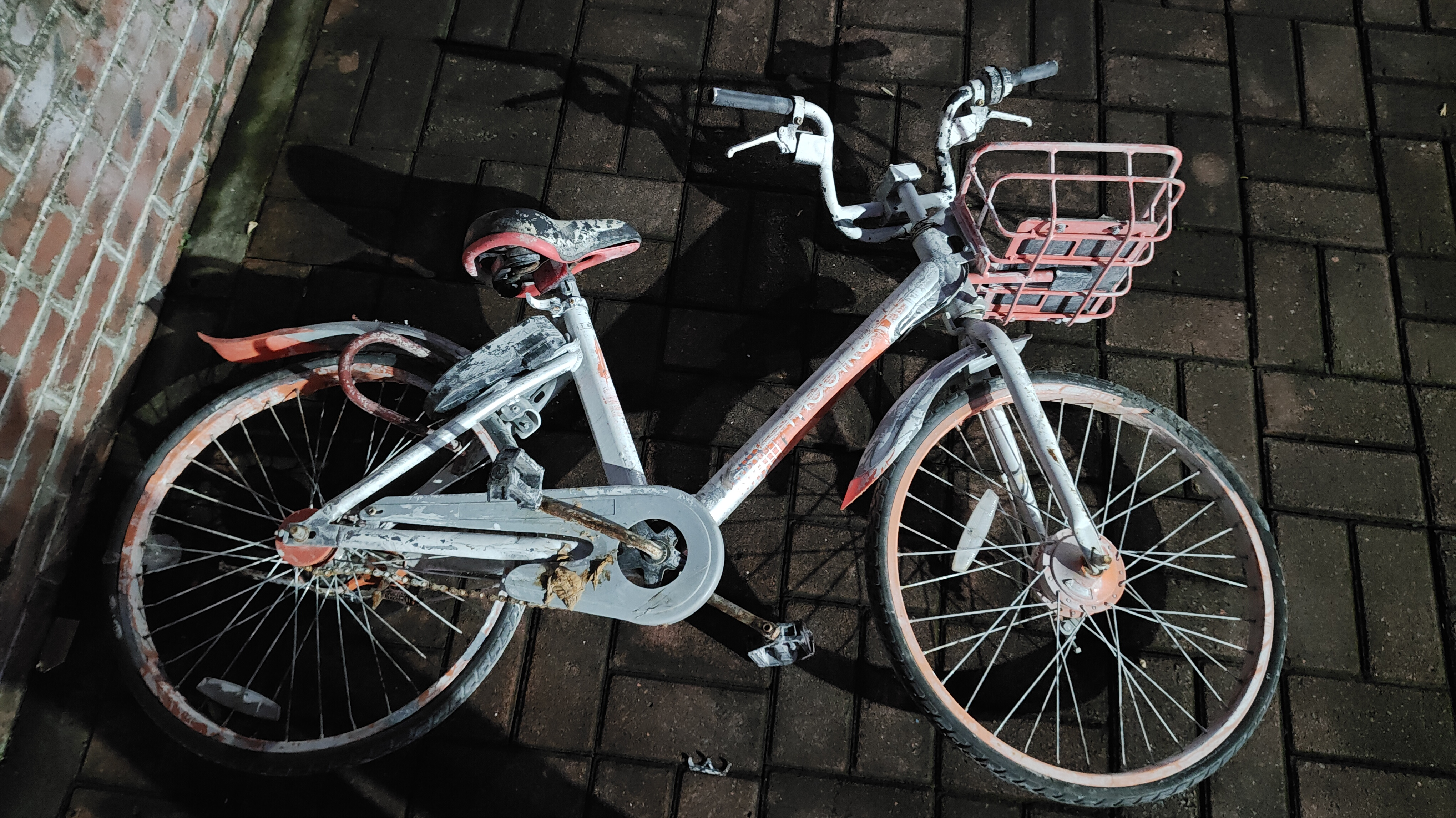
一部智能锁已损坏被上锁的摩拜单车

#### 新版信用体系模糊不清
为规范用户的使用行为，摩拜单车于2018年上线了新的信用系统。根据新规，摩拜将用户的信用值分为五个等级，当信用等级降为较差的级别时，收取的骑行费将会变为每30分钟100元。但有用户质疑直接以发布新的信用系统形式变更合同而不与用户协商。有“店大欺客”之嫌疑。更有用户发现其信用分被扣时，扣分理由并未明文写在使用规程中且不符合常理，有将管理缺失的责任推卸到用户身上之嫌。

### 单车消失事件

#### 实达阿南
实达阿南是摩拜单车于马来西亚首个进驻的地区，自2017年9月通过实达集团（SP Setia）在当地举行大规模推介礼，并提供长达一个月的免费试骑。然而这项服务推行不到半年后，疑因面对经营不善和乏人响应和一些技术问题，以致运营公司蒙受亏损，区内的自行车也被卡车载走全数消失，数个泊停放处也空荡荡一片，“不告而别”撤离该区。

#### 曼彻斯特
摩拜单车于2017年7月在英國曼彻斯特亮相，之后不久被爆出大量损坏的事件，自行车被人扔在当地的运河里、后院甚至灯柱上，更有大量自行车被工业级切割机拆除车锁并占为私用等。摩拜于2018年9月5日起结束了曼彻斯特的运营，并退还用户押金。

## 评价与影响

### 带来的正面效应
|                                | 两个轮子，解决中国碳排放问题。 |
| ——《财富》杂志对摩拜单车的评价 |                                |

摩拜单车至2017年末，入驻了中国大陆和亚洲、欧洲、北美共9个国家/地区，176座城市。以其为代表的各种共享单车在进入城市后，一定程度上推动了当地自行车文化的复兴和自行车的重新推广使用，使得市民出行有了更多可供选择的方式。按照《共享单车与城市发展白皮书》的数据，摩拜等共享单车投入市场后，小汽车出行比例由29.8%降至26.6%，自行车出行比例则由5.5%升至11.6%。摩拜单车等共享单车，也部分解决了中国大陆由于公共交通覆盖不够全面而造成的“最后一公里”问题（即乘客自离开公共交通到抵达目的地间交通方式匮乏混乱的问题）。摩拜单车等共享单车也一定程度上缓解了城市中的环境污染问题。按照摩拜声称的数据，截至2017年末，摩拜的使用者骑行距离累计达到56亿公里，抵扣了126万吨的碳排放量。在短途出行上，共享单车的运用也使得通勤效率比单纯使用小汽车与步行更高。
摩拜单车通过对其智能锁上传的数据进行汇总和分析，也为城市规划和交通部门提供了巨量的城市骑行交通数据。摩拜每日经由智能锁获取30TB的骑行信息，并将其分析后用作运营策略调整、城市规划参考。摩拜利用其数据建立了大数据人工智能平台“魔方”、大数据开放平台及大数据运用分析机构“城市出行开放研究院”，分析预测共享单车停车点、协助进行停放管理、辅助城市自行车道建设规划与自行车停车点规划。
摩拜单车的技术也受到新华网等媒体舆论的正面评价。与竞争对手尤其是ofo共享单车相比，摩拜单车采用的精细化管理策略和自行车智能锁太阳能充电、骑行回收电能等技术也赢得了更多的社会信任。
2017年6月，世界自然基金会基于摩拜单车在环境保护方面的积极意义和环境友好的经营策略，授予摩拜单车“气候创行者”称号，并颁给其“可持续城市交通特别奖”。2017年9月，《财富》杂志将摩拜单车评选为“2017年正在改变世界的50家企业”之一。2017年12月6日，联合国环境署颁发给摩拜单车“地球卫士”奖。

### 社会负面效应

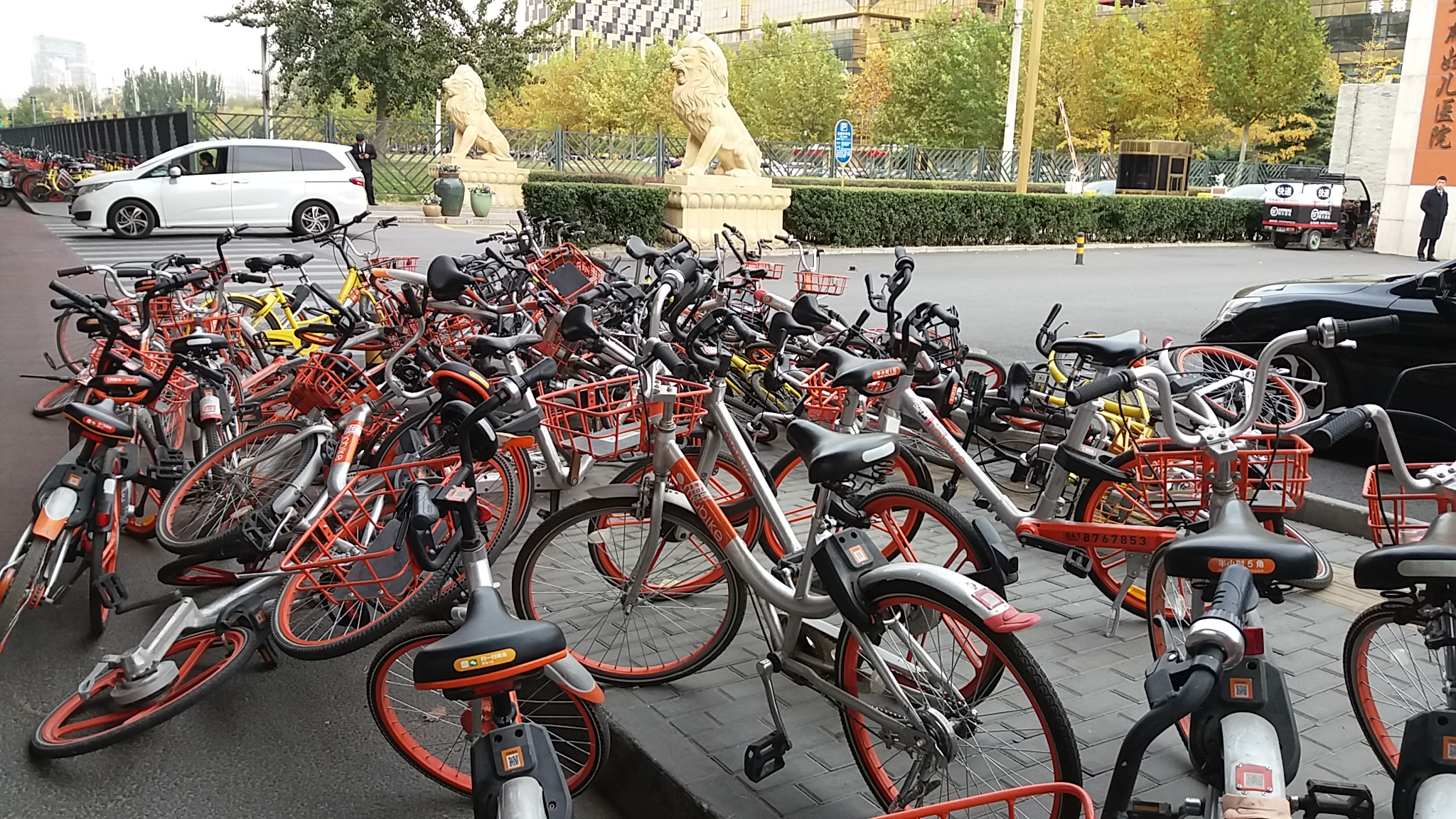
北京东四环中路金长安大厦前堵满人行道的摩拜单车

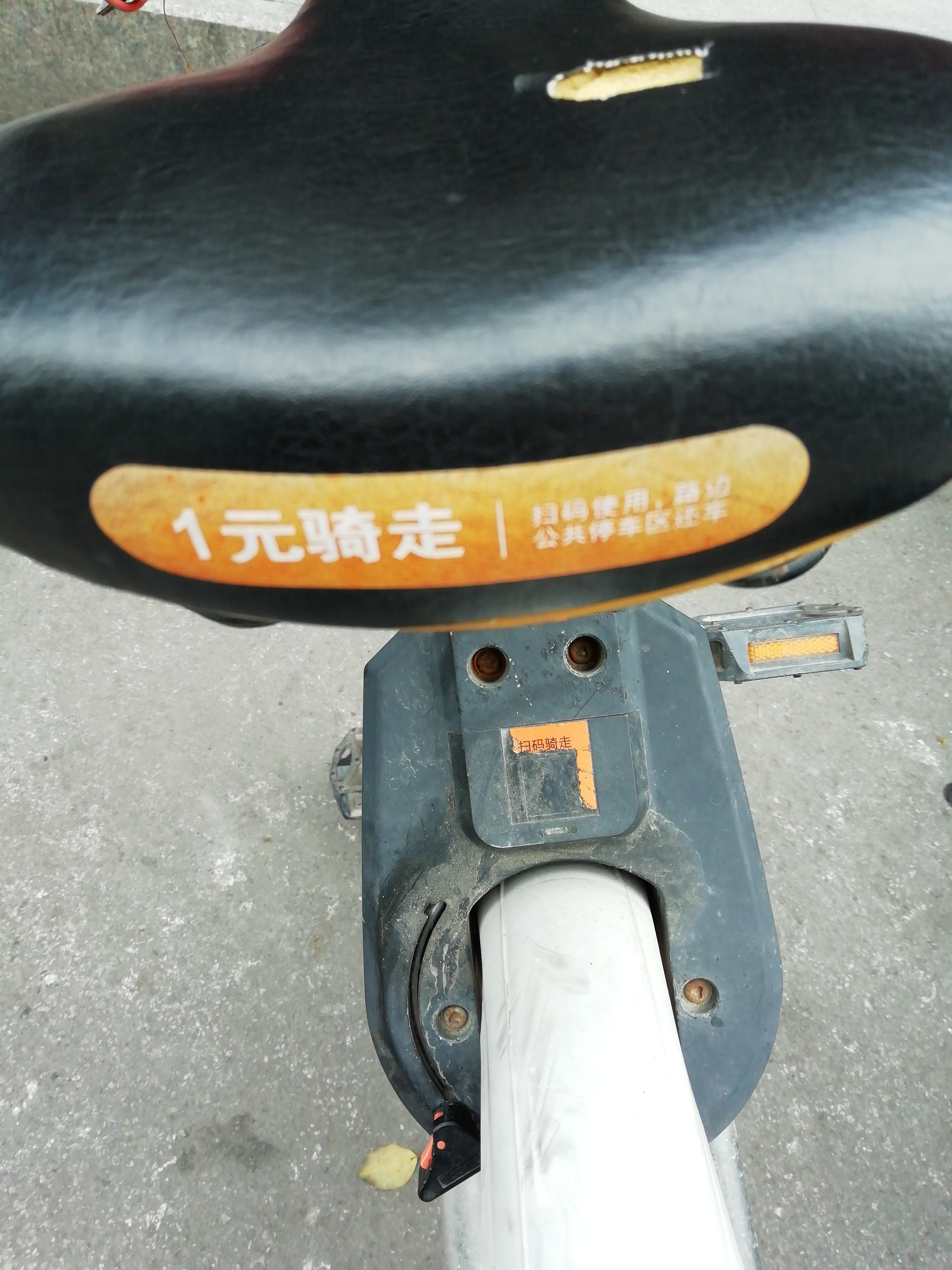
一辆摩拜单车，其车身后部二维码已经被人撕坏

摩拜单车等共享单车在中国大陆的扩张采取“车海战术”，大量投放单车，大量侵占人行道、盲道等行人公共空间，导致行人“找路难”。随意停放的共享单车也给残疾人的出行带来不便甚至威胁。由于投放量过大和报废车辆消极处理，摩拜单车在中国大陆多个城市推广受阻。随着共享单车行业的盲目扩张，单车的“报废潮”即将来临。“僵尸车”、“报废车”在城市街头随处可见。如何处置这些“街头废钢”成为留给社会的一个新问题。
由于对于骑行者除了年龄外没有任何初始限制，摩拜单车等共享单车使用者淡薄的交通规则意识也为其他交通参与者所诟病，“斑马线上骑行”、“逆行”和“占用机动车道”等交通违法现象普遍。共享单车乱象亦给物业公司带来很大管理负担。2017年北京智享人生物业管理有限公司曾将摩拜公司告上法庭。虽然物业公司的此次起诉被法院驳回，但摩拜给社会带的负面效应显现。许多城市小区，图书馆、景区等公共场所禁止摩拜等共享单车入内。北京、上海等地出台了《共享单车指导意见》，对其过量投放行为进行限制。

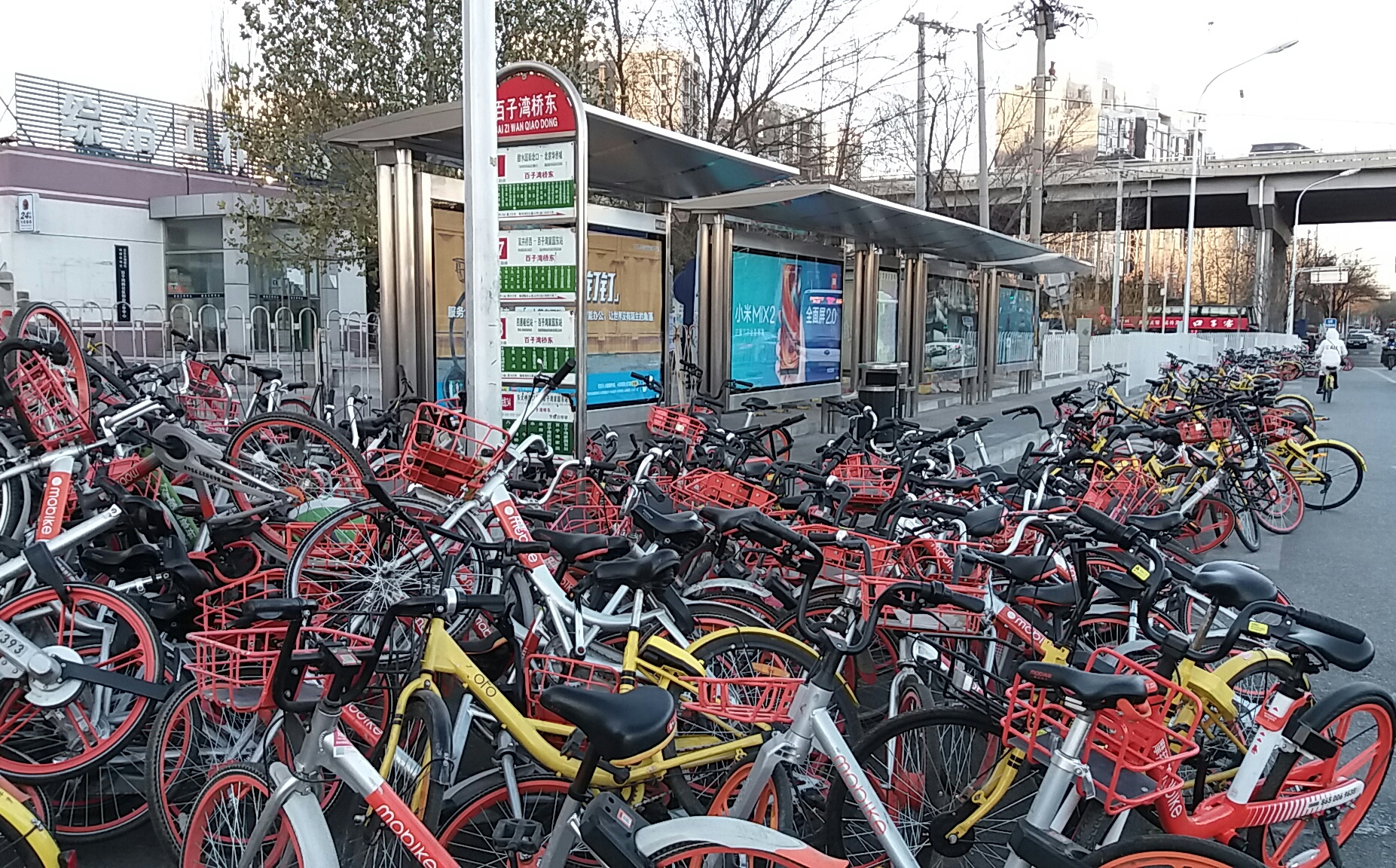
塞满百子湾桥东公交站的摩拜单车

公民素质问题也因为摩拜等共享单车的普及而显露：诸如将共享单车私自加装车锁占用车辆、恶意破坏车辆。还有一些不法分子在单车上贴二维码，获得转账付款，诈骗钱财。